# Angiolina Ortolani-Tiberini

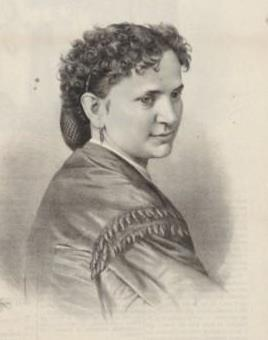
Angiolina Ortolani-Tiberini

Angiolina Ortolani-Tiberini, Geburtsname Maria Angela Ortolani Valandris (10. Mai 1834 in Bergamo – 31. Dezember 1913 in Ardenza) war eine italienische Opernsängerin der Stimmlage Sopran. Sie sang eine Reihe von Hauptrollen an bedeutenden Bühnen in Europa und war die erste Ofelia in Franco Faccios lange vergessener, heute wieder gespielter Oper Amleto.

## Leben und Werk
Ortolanis Vater betrieb eine Osteria, eine Gaststätte, in ihrer Heimatstadt Bergamo. Sie studierte Gesang am Mailänder Konservatorium bei Francesco Lamperti – unterstützt von ihrem Bergamasker Landsmann Gaetano Donizetti, der sie als junges Mädchen in der Osteria dei Tre Gobbi singen gehört hatte. Sie debütierte am 23. August 1853 mit großem Erfolg in der Titelrolle von Donizettis Parisina im Teatro Riccardi ihrer Heimatstadt.
In den folgenden fünf Spielzeiten sang sie weiterhin Hauptrollen am Teatro Ricciardi, arbeitete aber auch an ihrer internationalen Karriere. Im Jahr 1858 verliebte sie sich, als sie am Gran Teatre del Liceu von Barcelona die Titelrolle in Linda di Chamounix sang, in den italienischen Tenor Mario Tiberini, der ebenfalls am Liceu verpflichtet war. Die beiden heirateten am 14. April 1859 in Barcelona und traten in der Folge zumeist gemeinsam auf und bestritten zahlreiche Erst- und Uraufführungen. Beispielsweise verhalfen beide Sänger am 30. Mai 1865 als Hamlet und Ophelia in Amleto, uraufgeführt am Teatro Carlo Felice in Genua, dem Librettisten Arrigo Boito und dem Komponisten Franco Faccio zu einem großen Erfolg. Als jedoch Ortolanis Ehemann 1871 den Hamlet an der Mailänder Scala trotz Indisposition singen musste, verschwand das Werk sofort vom Spielplan und blieb danach 143 Jahre lang vergessen.
Das Sänger-Ehepaar trat an zahlreichen Bühnen Italiens, Spaniens, Russlands und der Vereinigten Staaten auf und gastierte auch am Royal Opera House Covent Garden in London und an der k. und k. Wiener Hofoper sowie weiters in Lissabon und Paris. Nach ihrer Heirat ließ sich die Sängerin stets unter dem Doppelnamen Ortolani-Tiberini ankündigen. Nachdem die Stimmkraft ihres Ehemannes im Jahr 1875 nachgelassen hatte und sich Zeichen geistiger Verwirrung bemerkbar machten, zog sich auch Angiolina Ortolani-Tiberini weitgehend von der Bühne zurück um sich um ihren Partner zu kümmern. Dieser verbrachte die letzte Zeit seines Lebens in einem Sanatorium in Reggio nell’Emilia, wo er im Oktober 1880 verstarb.
Die Ortolani kehrte noch einmal, im Jahr 1884, auf die Bühne ihrer Heimatstadt Bergamo zurück: Nachdem dem Theater die Sopranistin abhandengekommen war, übernahm sie die Rolle der Rosina in Rossinis Il barbiere di Siviglia. Ihre letzten Jahre verbrachte sie zurückgezogen in ihrer Villa in Ardenza bei Livorno, wo sie im Alter von 79 Jahren verstarb. Sie hatte drei Söhne, Arturo, Corradino und Mario, die alle drei zum Zeitpunkt ihres Todes noch lebten. Begraben wurde sie neben ihrem Ehemann am Cimitero Monumentale di Milano.

## Rollen in Uraufführungen (Auswahl)

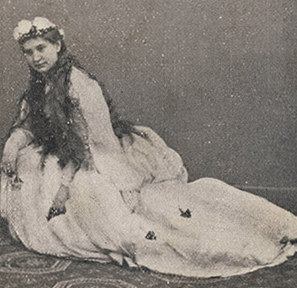
Als Ofelia

- Constanza in Nicolás Guañabens' Arnaldo de Erill, Gran Teatre del Liceu, Barcelona, 12. Mai 1859[8]
- Ofelia in Franco Faccios Amleto, Teatro Carlo Felice, Genua, 30. Mai 1865[8]
- Giulietta in Filippo Marchettis Romeo e Giulietta, Teatro Grande, Triest, 25. Oktober 1865[8]